# X-Men: Il gioco ufficiale
X-Men: Il gioco ufficiale (X-Men: The Official Game) è un videogioco pubblicato dalla Activision ed ispirato al film del 2006 X-Men - Conflitto finale. Il videogioco copre gli eventi dei film X-Men 2 ed X-Men - Conflitto finale, e specificatamente segue i personaggi di Wolverine, Uomo Ghiaccio e Nightcrawler. Il videogioco inoltre colma il vuoto fra i due film, spiegando perché Nightcrawler non sia presente in The Last Stand, ed introducendo nella storia i nuovi nemici di X-Men come Hydra. Il videogioco è stato pubblicato per PlayStation 2, Xbox, Xbox 360, sviluppato da Z-Axis; Nintendo GameCube, adattato da Hypnos; Microsoft Windows, adattato da Beenox; Game Boy Advance, adattato da WayForward Technologies; e Nintendo DS, sviluppato da Amaze Entertainment. Il gioco fu sponsorizzato anche dalla WWE, nel Pay-per-view di rilancio della rinata ECW (WWE) ossia ECW One Night Stand 2006.

## Trama
Il Professor X chiede agli X-Men di tornare ad Alkali Lake per recuperare parti uniche di Cerebro. Nightcrawler si infiltra in quello che rimane della base di William Stryker grazie alla sua abilità di teletrasportarsi, dal momento che i sistemi di difesa sono in qualche modo ancora operativi. Una volta all'interno dell'edificio, gli X-Men scoprono un gruppo di agenti chiamato Hydra intento a razziare la base. Nightcrawler e Colosso si apprestano quindi a recuperare le componenti di Cerebro, mentre Wolverine e Tempesta indagano sulla presenza dell'Hydra. Questi ultimi scoprono che Stryker stava costruendo dei robot giganti chiamati "Sentinelle" come parte di un altro piano per spazzare via la razza mutante.
Tempesta viene rapita da Lady Deathstrike e Wolverine la insegue, riuscendo infine a soccorrerla. Nightcrawler è ossessionato da visioni di Jason Stryker, il quale gli ricorda che lo ha lasciato a morire. Nightcrawler recupera le parti di Cerebro, scontrandosi nel mentre con una Sentinella.
Un'imponente Sentinella, la Master Mold, si attiva e si solleva da Alkali Lake. Gli X-Men e Lady Deathstrike fuggono; Wolverine si aggrappa all'elicottero di Deathstrike per inseguirla, mentre gli altri X-Men tornano all' istituto.
L'Uomo Ghiaccio impedisce a Pyro di innescare la fusione del nocciolo di una centrale nucleare, mentre Tempesta e Nightcrawler impediscono all'Uomo Multiplo di far saltare in aria un ponte. Intanto, Wolverine segue Deathstrike ed i suoi agenti dell'Hydra fino a Tokyo, dove apprende che lei e l'Hydra lavorano per Silver Samurai. Dopo essersi fatto largo tra centinaia di uomini dell'Hydra e aver "ucciso" nuovamente Deathstrike, Wolverine si batte con Silver Samurai, il quale rivela che ha aiutato Stryker a costruire le Sentinelle, ignaro della sua volontà di usarle contro i mutanti. Lo stesso Silver Samurai è un mutante, e l'attivazione della Master Mold è stato un errore. Dopo aver sconfitto Silver Samurai, Wolverine apprende che l'Hydra possiede un dispositivo ad Hong Kong che può fermare la Master Mold, dove questa si sta dirigendo. Wolverine informa il Professor Xavier sugli ultimi sviluppi, il quale contatta Magneto, temendo che gli X-Men non possano fermare le Sentinelle da soli. Magneto e Sabretooth arrivano quindi ad Hong Kong per aiutare gli X-Men. Xavier rivela anche che Jason Stryker è ancora vivo, ma che la sua psiche è divisa in due metà: una metà buona che continua ad apparire a Nightcrawler, e una cattiva che controlla la Master Mold. Egli afferma che un altro dei suoi studenti soffriva di un problema simile (riferendosi a Jean Grey/Fenice).
L'X-Jet viene abbattuto dalle Sentinelle al suo arrivo ad Hong Kong. L'Uomo Ghiaccio si scontra quindi con alcune Sentinelle e recupera il dispositivo dell'Hydra. Magneto arriva sulla scena e utilizza il dispositivo per neutralizzare la Master Mold che si schianta a terra, tuttavia l'elmetto di Magneto rotola via e la sua mente viene soggiogata dai poteri telepatici di Jason.
Nightcrawler, guidato dalla metà buona di Jason che lo aiuta a ritrovare la strada attraverso il labirinto nel corpo della Master Mold, disabilita il suo centro di controllo. Nightcrawler ne disabilita quindi anche la rete neurale, modificata dalla parte malvagia di Jason in modo da apparire come un regno demoniaco.
Nel frattempo, l'Uomo Ghiaccio distrugge il nucleo della Master Mold e Wolverine, in preda ad un'allucinazione indotta da Jason, combatte contro diverse copie di se stesso, emergendo infine vittorioso dallo scontro. Nightcrawler tenta di salvare Jason mentre la Master Mold comincia a collassare, ma Sabretooth lo rapisce e tenta di scappare. Wolverine quindi lo rintraccia fiutando il suo odore e si scontra con lui mentre Kurt fugge con Jason. I due ingaggiano una battaglia violenta, che si conclude con Logan che scaraventa Sabretooth da una grande altezza, con quest'ultimo che nella caduta finisce impalato a terra. Jason finalmente muore, ringraziando Nightcrawler per averlo salvato, e Magneto se ne va, promettendo che il suo prossimo incontro con gli X-Men sarà come nemico.
Alla villa di Xavier, Nightcrawler rivela al professore la sua volontà di lasciare gli X-Men, essendo le loro vite troppo violente e lui invece un uomo pacifico. Xavier gli dice quindi che lui sarà sempre il benvenuto alla villa, e Nightcrawler abbandona il team (spiegando così la sua assenza in X-Men - Conflitto finale).
Più tardi nella continuity dei film Silver Samurai, le Trask Industries e le Sentinelle sono apparsi nei film Wolverine - L'immortale e X-Men - Giorni di un futuro passato.

## Doppiaggio
| Personaggio                                         | Voce italiana        |
| --------------------------------------------------- | -------------------- |
| Prof. Charles Xavier                                | Gianni Gaude         |
| Wolverine / Logan                                   | Claudio Moneta       |
| Kurt Wagner / Nightcrawler                          | Luca Sandri          |
| Bobby Drake / Uomo Ghiaccio Scott Summers / Ciclope | Massimo Di Benedetto |
| Ororo Munroe / Tempesta                             | Donatella Fanfani    |
| Dott. Hank McCoy / Bestia                           | Marco Balzarotti     |
| Sabretooth                                          | Dario Oppido         |
| Jamie Madrox / Uomo Multiplo                        | Pietro Ubaldi        |
| Yuriko Oyama / Lady Deathstrike                     |                      |
| John Allerdyce / Pyro                               | Renato Novara        |
| Silver Samurai                                      | Claudio Lobbia       |
| Piotr Rasputin / Colosso                            | Silvio Pandolfi      |
| Jason Stryker                                       |                      |
| Jason Stryker (bambino)                             | Cinzia Massironi     |
| Eric Lensherr / Magneto                             | Gianni Quillico      |